# Catedral de San Sebastián (Magdeburgo)
La catedral de San Sebastián (en alemán: Kathedrale St. Sebastian) es la catedral católica de Magdeburgo, Alemania, sede de la diócesis de Magdeburgo.

## Historia
La primera piedra fue colocada en 1015 por monseñor Gero de Magdeburgo, que fue enterrado en la iglesia en 1023. En la primera mitad del siglo XIV, la iglesia fue reconstruida en estilo gótico. El antiguo coro fue demolido y reemplazado por uno nuevo, más grande. A principios del siglo XV se renovó la nave con el objetivo de crear un ambiente gótico tardío. Solo se ha mantenido la planta baja románica. El 17 de mayo de 1489, después de la finalización de la renovación, la iglesia fue inaugurada por monseñor Ernesto de Sajonia.
Durante la Reforma, los canónigos de San Sebastián en 1558 renunciaron a la fe católica y San Sebastián se convirtió en una iglesia protestante. Durante la guerra de los Treinta Años, el 10 de mayo de 1631, la iglesia fue quemada. En 1663 el coro fue reconstruido. En 1692, 61 años después de la destrucción, se realizó el primer servicio.
Desde 1756 no se llevaron a cabo más servicios y la iglesia fue utilizada como un almacén. Con la ocupación francesa en 1810, el edificio fue utilizado por el ejército francés como un almacén para el almacenamiento de cerveza, grapa y sal. Desde 1823, la iglesia pasó a ser propiedad de la ciudad de Magdeburgo y se utilizó como almacén de lana.
En 1873 San Sebastián volvió a ser una iglesia parroquial de la Iglesia católica. En la Segunda Guerra Mundial, la iglesia quedó dañada en un ataque aéreo. Ya en 1946 los daños en la nave se habían eliminado. En los primeros años de la posguerra, la iglesia también fue utilizada por otras confesiones, ya que muchas otras iglesias del centro de la ciudad habían sido severamente dañadas. Desde 1949 San Sebastián ha servido como sede del obispo auxiliar de la diócesis de Paderborn. Se llevaron a cabo obras de reestructuración en los años 1953-1959 y 1982-1991 .
En 1994 Magdeburgo se convirtió en la sede de una nueva diócesis católica y la iglesia de San Sebastián se elevó a catedral, mientras que la histórica, la catedral de Magdeburgo, se mantuvo protestante. En 2005, se completó una nueva reestructuración de la catedral. El interior ha sido rediseñado, se han agregado un claustro, una nueva sacristía y un cementerio.

## Galería de imágenes

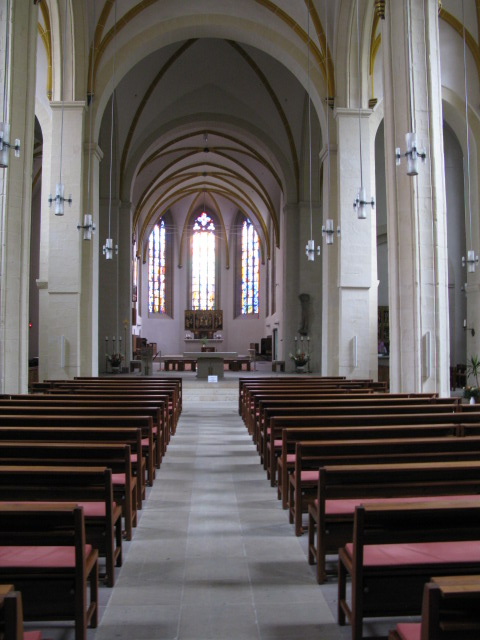
Interior
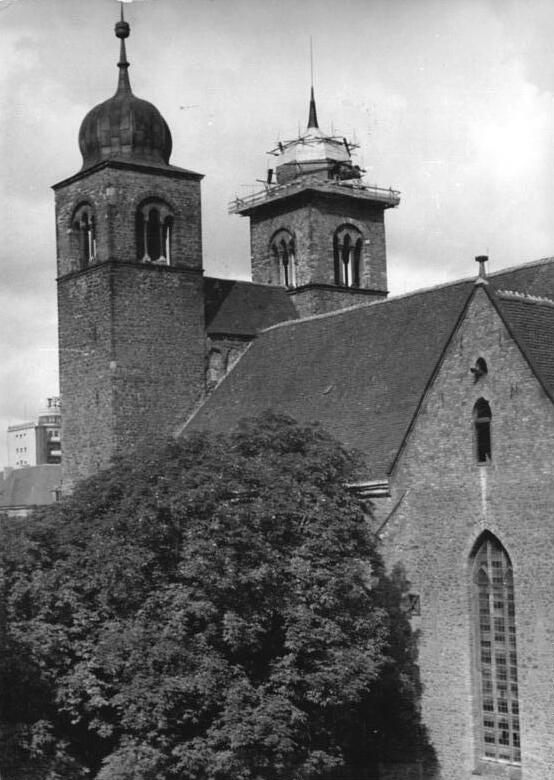
La reparación del campanario en 1952
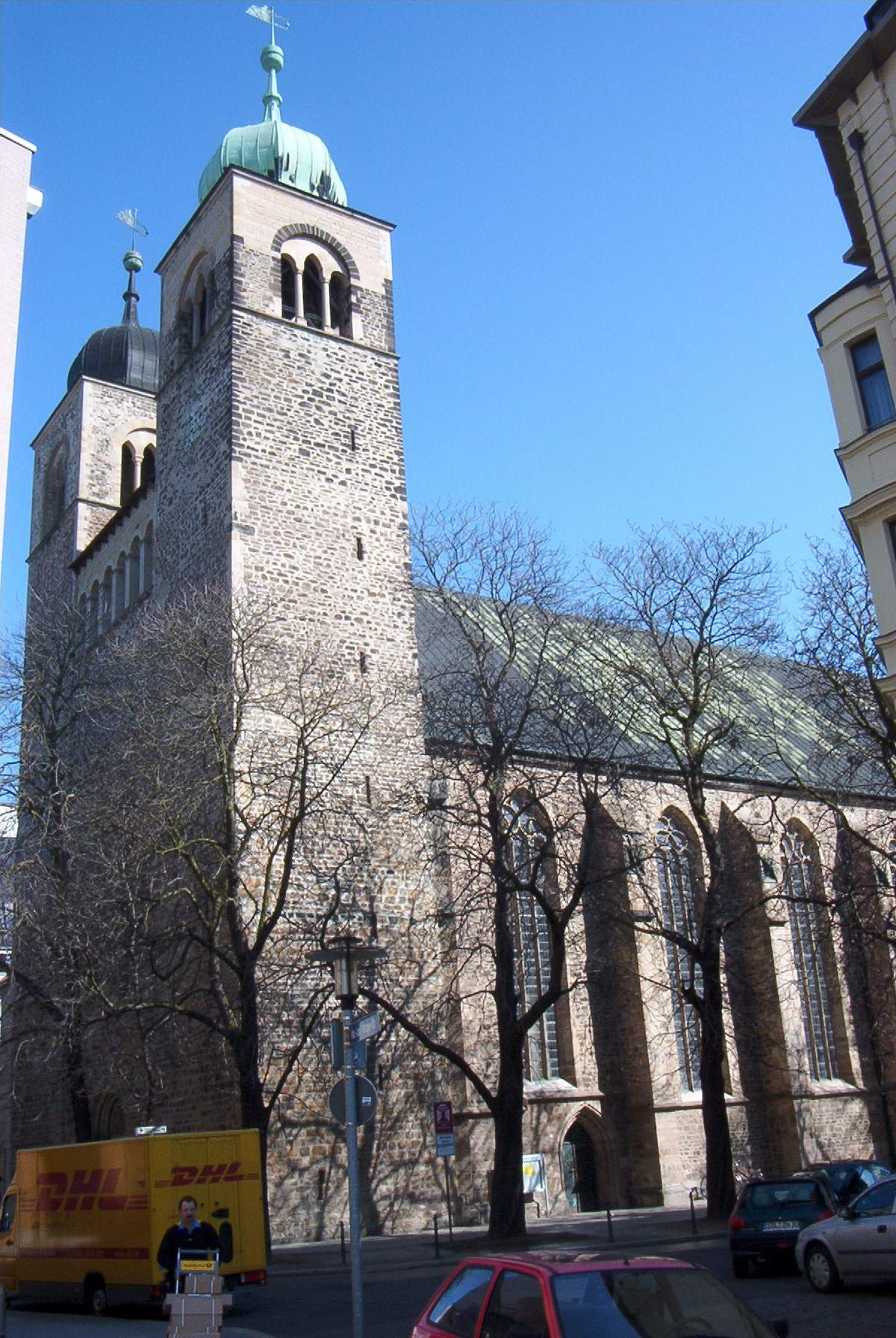
Lado oeste
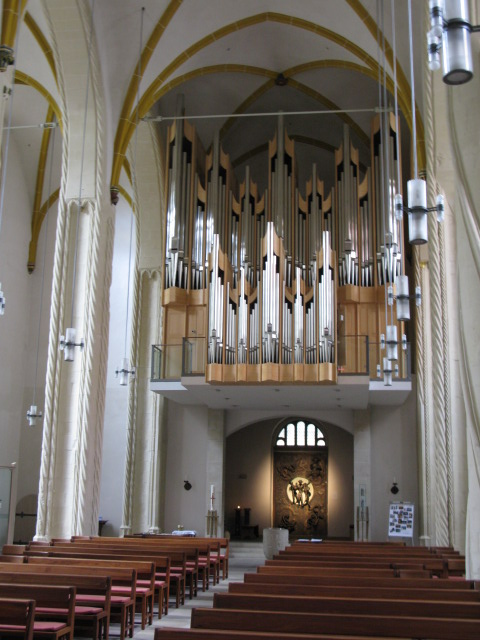
El órgano